# La classe de piano
La classe de piano (títol original, Au bout des doigts), és una comèdia dramàtica de Ludovic Bernard estrenada el 2018. S'ha doblat al català.

## Sinopsi
Mathieu és un jove dels suburbis de París que comet robatoris amb la seva colla d'amics. De nen, havia conegut a Monsieur Jacques, un vell professor de piano, que havia aconseguit transformar-lo en un veritable virtuós. Després de la mort de Jacques, Mathieu hereta el seu piano, però la seva mare, que no disposa de mitjans financers, no pot pagar-li classes de piano. Mathieu s'enfonsa en una melancolia tenyida de ràbia per no poder dur a terme un projecte musical al màxim del seu talent. L'atzar fa que un dia Mathieu toqui un piano públic a l'estació i una important personalitat del Conservatori de París, Pierre Geithner, el veu i li fa una proposta, però Mathieu la rebutja. Un dia l'atrapen en un robatori i Geithner li ofereix treballs per la comunitat al conservatori en comptes de la presó. Pierre l'obliga a donar a conèixer el seu talent al piano i presentar-se a un concurs internacional de molt alt nivell. Mathieu també coneix a Anna, un estudiant violoncel·lista amb qui inicien una relació.

## Actor principal
Com que Jules Benchetrit no era un pianista, va haver de treballar totes les peces de la pel·lícula al piano tres hores al dia amb Jennifer Fichet, virtuosa professora de piano, per adoptar el gest adequat.
Jules Benchetrit ha estat proposat com a revelació al César a la millor esperança masculina.

## Crítica
Per a Christine Pinchart de RTBF, "posar el Concert per a piano No. 2 de Rachmaninov al cor d'aquesta pel·lícula és atractiu i li confereix un encant únic". El Voix du Nord evoca "una història senzilla cosida amb fil blanc a la qual la música clàssica aporta un complement de l'ànima", mentre que CinéSéries troba que les qualitats de la pel·lícula "segueixen sent rugoses, la falta d'una perspectiva massa simple i fins i tot simplista".